# Sandra Wullenkord
Sandra Wullenkord (* 28. Dezember 1986 in Bielefeld) ist eine deutsche Juristin. Sie ist seit dem 1. September 2023 Richterin am Bundesarbeitsgericht.

## Leben und Wirken
Wullenkord studierte nach dem Abitur am Ratsgymnasium Bielefeld Rechtswissenschaften und wurde im Jahr 2014 an der Universität Bielefeld promoviert. Nach Abschluss ihrer juristischen Ausbildung im Jahr 2015 trat sie im Februar 2016 in die Arbeitsgerichtsbarkeit des Landes Nordrhein-Westfalen ein. Dort war sie an den Arbeitsgerichten Paderborn, Bielefeld und Hamm tätig. Von Juni 2019 bis August 2021 war Wullenkord als wissenschaftliche Mitarbeiterin an das Bundesarbeitsgericht abgeordnet. Im September 2021 nahm sie ihre richterliche Tätigkeit wieder am Arbeitsgericht Paderborn auf.
Nach ihrer Ernennung zur Richterin am Bundesarbeitsgericht am 1. September 2023 wies das Präsidium Wullenkord dem Siebten Senat zu, der im Wesentlichen für das Befristungsrecht sowie das formelle Betriebsverfassungs- und Personalvertretungsrecht zuständig ist.